# Disturbo funzionale
La locuzione disturbo funzionale indica un gruppo di condizioni mediche riconoscibili che sono dovute ad alterazioni del funzionamento dei sistemi dell'organismo piuttosto che a una malattia che colpisce le strutture (anatomiche) del corpo. I disturbi funzionali sono fenomeni comuni e complessi che pongono sfide ai sistemi medici. Tradizionalmente, nella medicina occidentale, si pensa che il corpo sia costituito da diversi sistemi di organi, ma è meno chiaro come i sistemi si interconnettano o comunichino. I disturbi funzionali possono interessare l'interazione di diversi sistemi d'organo (ad esempio gastrointestinale, respiratorio, muscoloscheletrico o neurologico), dando luogo a sintomi multipli e variabili, anche se a volte può essere colpito un unico sintomo o sistema d'organo.

## Definizione
I disturbi funzionali sono per lo più intesi come condizioni caratterizzate da:
- sintomi persistenti e fastidiosi
- associati a menomazioni o disabilità
- in cui la base fisiopatologica è legata a problemi di funzionamento e comunicazione dei sistemi corporei (in contrapposizione alla malattia che colpisce la struttura degli organi o dei tessuti).

La maggior parte dei sintomi causati da una malattia fisica/strutturale può essere causata anche da un disturbo funzionale. Ci sono molti esempi di sintomi che gli individui possono sperimentare; alcuni di questi includono dolore, affaticamento, debolezza, mancanza di respiro o problemi intestinali. Per questo motivo, gli individui sono spesso sottoposti a numerosi accertamenti prima che la diagnosi sia chiara.  Sebbene la ricerca stia crescendo intorno a modelli esplicativi che supportano la comprensione dei disturbi funzionali, le scansioni strutturali come la risonanza magnetica o le indagini di laboratorio come gli esami del sangue di solito non spiegano i sintomi o il carico sintomatologico. Questa difficoltà nell'identificare i processi alla base dei sintomi dei disturbi funzionali ha spesso fatto sì che queste condizioni venissero fraintese e talvolta stigmatizzate all'interno della medicina e della società.
I disturbi funzionali possono colpire individui di tutte le età, gruppi etnici e contesti socioeconomici. I decorsi cronici sono comuni, compromettono significativamente la qualità della vita e sono associati a costi sanitari elevati. Tuttavia, i sintomi in sé non costituiscono una minaccia per la vita e sono considerati modificabili con il trattamento. In alcuni paesi mancano servizi di cura specializzati per i disturbi funzionali, ma il panorama in questo settore sta cambiando. Anche la ricerca sta crescendo in questo settore e si spera che l'implementazione di una solida ricerca scientifica permetta di sviluppare supporti efficaci per le persone con disturbi funzionali.
Esistono diverse diagnosi di disturbo funzionale che possono essere date a seconda del sintomo o della sindrome più fastidiosa. Una sindrome è un insieme di sintomi – in questi casi noti come "sindromi somatiche funzionali". Ne sono per esempio la sindrome dell'intestino irritabile (sintomi gastrointestinali), alcune condizioni di affaticamento persistente, le sindromi da dolore cronico, come il dolore diffuso cronico (fibromialgia), e i disturbi neurologici funzionali. Anche a singoli sintomi può essere assegnata un'etichetta diagnostica, ad esempio "dolore toracico funzionale", "costipazione funzionale" o "crisi epilettiche funzionali".
Più precisamente, queste condizioni potrebbero essere definite "disturbi somatici funzionali". Somatico significa "del corpo". Questo per differenziare i disturbi somatici funzionali dalle malattie psichiatriche, che storicamente sono state considerate come disturbi funzionali in alcuni sistemi di classificazione, in quanto spesso soddisfano i criteri di cui sopra. D'ora in poi, questo articolo si riferisce principalmente ai disturbi funzionali in cui i sintomi primari di disturbo sono generalmente intesi come originati dal corpo.

## Sovrapposizione
Anche se a un individuo può essere diagnosticata una sola sindrome funzionale, esiste una sovrapposizione di sintomi tra tutte le diagnosi di disturbo funzionale. Ad esempio, non è raro avere una diagnosi di sindrome dell'intestino irritabile (IBS) e di dolore cronico diffuso/fibromialgia. Tutti i disturbi funzionali condividono fattori di rischio e fattori che contribuiscono alla loro persistenza. Gli approcci ai disturbi funzionali sono stati tradizionalmente diversi tra le varie specialità mediche. Sempre più ricercatori e medici riconoscono le relazioni tra queste sindromi.

## Terminologia e criteri diagnostici
La terminologia dei disturbi funzionali è stata a lungo confusa e controversa, con molti termini diversi utilizzati per descriverli. A volte i disturbi funzionali vengono equiparati o erroneamente confusi con diagnosi come quelle di "disturbi somatoformi", "sintomi medicalmente inspiegabili", "sintomi psicogeni" o "disturbi di conversione". Tuttavia, questo non è corretto: i disturbi funzionali e le denominazioni di diagnosi sopra citate non sono identiche e designano gruppi di sintomi diversi. Inoltre, alcuni di questi termini non sono più ritenuti accurati e sono considerati stigmatizzanti da molti.
Attualmente, l’11a versione della Classificazione Internazionale delle Malattie (ICD-11) prevede criteri diagnostici specifici per alcuni disturbi che molti clinici considererebbero disturbi somatici funzionali, come la sindrome dell'intestino irritabile o il dolore cronico diffuso/fibromialgia, e il disturbo da sintomi neurologici dissociativi.
C'è stata una tradizione di sistemi di classificazione diagnostica separati all'interno delle classificazioni dei disturbi medici e mentali. Nella 5ª edizione del Manuale diagnostico e statistico dei disturbi mentali (DSM-5) il vecchio termine "somatoforme" (DSM-IV) è stato sostituito da "disturbo da sintomi somatici", che è un disturbo caratterizzato da sintomi somatici (fisici) persistenti e da problemi psicologici associati, al punto da interferire con il funzionamento quotidiano e causare disagio. Il disturbo da disagio corporeo è un termine correlato nell'ICD-11. Il disturbo da sintomi somatici e il disturbo da disagio corporeo hanno una significativa sovrapposizione con i disturbi funzionali e vengono spesso assegnati se una persona beneficia di terapie psicologiche che affrontano i fattori psicologici o comportamentali che contribuiscono alla persistenza dei sintomi. Si noti tuttavia che anche le persone con sintomi parzialmente spiegati da una malattia strutturale (ad esempio il cancro) possono soddisfare i criteri per la diagnosi di disturbo funzionale, disturbo da sintomi somatici e disturbo da disagio corporeo.

## Prevalenza
La prevalenza stimata varia ampiamente a seconda del sintomo o della sindrome predominante. Nelle popolazioni cliniche, i disturbi funzionali sono comuni e sono stati riscontrati in circa un terzo delle consultazioni sia nella pratica specialistica che nell'assistenza primaria.
I tassi differiscono nella popolazione clinica rispetto alla popolazione generale e variano a seconda dei criteri utilizzati per la diagnosi. Ad esempio, si ritiene che la sindrome dell'intestino irritabile colpisca il 4,1%, e la fibromialgia lo 0,2-11,4% della popolazione globale.
Un recente studio di grandi dimensioni condotto su campioni di popolazione in Danimarca ha mostrato quanto segue: In totale, il 16,3% degli adulti ha riportato sintomi che soddisfano i criteri per almeno una sindrome somatica funzionale e il 16,1% soddisfa i criteri per la sindrome da disagio corporeo.

## Cause
Esistono modelli esplicativi che supportano la nostra comprensione dei disturbi funzionali e di solito i fattori coinvolti nello sviluppo dei sintomi individuali sono molteplici e complessi. I fattori che contribuiscono al disturbo richiedono la considerazione di fattori legati all'ambiente biomedico, psicologico, sociale e materiale dell'individuo, rendendo necessario un approccio personalizzato e su misura.
Gli operatori sanitari potrebbero trovare utile considerare tre categorie principali di fattori: fattori predisponenti, precipitanti e perpetuanti (contribuenti).
- Fattori predisponenti: sono fattori che rendono la persona più vulnerabile all'insorgenza di un disturbo funzionale e comprendono fattori biologici, psicologici e sociali. Come tutte le condizioni di salute, alcune persone sono probabilmente predisposte a sviluppare disturbi funzionali a causa del loro patrimonio genetico. Tuttavia, non sono stati identificati singoli geni associati ai disturbi funzionali. I meccanismi epigenetici (meccanismi che influenzano l'interazione dei geni con l'ambiente) sono probabilmente importanti e sono stati studiati in relazione all'asse ipotalamo-ipofisi-surrene[12]. Oltre alle alterazioni genetiche/epigenetiche, altri fattori predisponenti includono malattie o lesioni somatiche/fisiche attuali o pregresse e fattori endocrini, immunologici o microbici[6]. I disturbi funzionali sono diagnosticati più frequentemente nelle donne[13]. Le ragioni di questo fenomeno sono complesse e multifattoriali e includono probabilmente fattori biologici e sociali. Gli ormoni sessuali femminili possono influenzare il funzionamento del sistema immunitario, ad esempio[14]. Il pregiudizio medico potrebbe contribuire alle differenze di sesso nella diagnosi: le donne hanno maggiori probabilità di essere diagnosticate dai medici con un disturbo funzionale rispetto agli uomini[15]. Le persone con disturbi funzionali presentano anche tassi più elevati di precedenti condizioni di salute mentale e fisica, tra cui depressione e disturbi d'ansia, disturbo da stress post-traumatico, sclerosi multipla ed epilessia[16][17][18]. Lo stile di personalità è stato suggerito come fattore di rischio per lo sviluppo di disturbi funzionali, ma l'effetto di ogni singolo tratto di personalità è variabile e debole[19][20]. L'alessitimia (difficoltà a riconoscere e nominare le emozioni) è stata ampiamente studiata nei pazienti con disturbi funzionali e talvolta viene affrontata come parte del trattamento[21]. Anche la migrazione, la comprensione culturale e familiare della malattia sono fattori che influenzano la possibilità che un individuo sviluppi un disturbo funzionale[22]. L'esposizione alla malattia in famiglia durante la crescita o il fatto di avere genitori che lavorano nel settore sanitario sono talvolta considerati fattori di rischio. Le esperienze infantili avverse e le esperienze traumatiche di ogni tipo sono noti fattori di rischio importanti[23][16][24].
- Fattori precipitanti: sono i fattori che per alcuni pazienti sembrano scatenare l'insorgenza di un disturbo funzionale. In genere si tratta di una causa acuta di stress fisico o emotivo, per esempio un'operazione, una malattia virale, un incidente d'auto, un lutto improvviso, oppure di un periodo di sovraccarico intenso e prolungato di fattori di stress cronici (per esempio difficoltà relazionali, stress lavorativo o finanziario, o responsabilità di assistenza). Non tutti i soggetti colpiti saranno in grado di identificare fattori precipitanti evidenti e alcuni disturbi funzionali si sviluppano gradualmente nel tempo.
- Fattori perpetuanti (meccanismi di malattia): Sono i fattori che contribuiscono a sviluppare il disturbo funzionale come condizione persistente e a mantenere i sintomi. Possono includere le condizioni dei sistemi fisiologici, compresi i sistemi immunitario e neuroimmunitario, il sistema endocrino, il sistema muscolo-scheletrico, il ciclo sonno-veglia, il cervello e il sistema nervoso, i pensieri e l'esperienza della persona, la sua esperienza del corpo, la situazione sociale e l'ambiente. Tutti questi strati interagiscono tra loro. I meccanismi di malattia sono importanti dal punto di vista terapeutico, poiché sono considerati potenziali bersagli del trattamento[25].

Gli esatti meccanismi di malattia che sono responsabili del mantenimento del disturbo funzionale di un individuo dovrebbero essere considerati su base individuale. Tuttavia, sono stati proposti vari modelli per spiegare come si sviluppano e si protraggono i sintomi. Per alcune persone sembra esserci un processo di sensibilizzazione centrale, un'infiammazione cronica di basso grado o un'alterata reattività allo stress mediata dall'asse ipotalamo-ipofisi-surrene (HPA). Per alcune persone è probabile che i meccanismi attenzionali siano importanti. In genere, la percezione della malattia o i comportamenti e le aspettative contribuiscono a mantenere una condizione fisiologica compromessa.
I meccanismi di perpetuazione della malattia sono spesso concettualizzati come "cicli viziosi", il che evidenzia i modelli non lineari di causalità caratteristici di questi disturbi. Altre persone adottano uno schema che consiste nel cercare di ottenere molto nei "giorni buoni", con il risultato di esaurirsi nei giorni successivi e di un'intensificazione dei sintomi (a volte chiamato "Boom- Bust").
Anche la depressione, il PTSD, i disturbi del sonno e i disturbi d'ansia possono perpetuare i disturbi funzionali e devono essere identificati e trattati quando sono presenti. Spesso è necessario considerare gli effetti collaterali o di sospensione dei farmaci. Fattori iatrogeni come la mancanza di una diagnosi chiara, il non sentirsi creduti o non presi sul serio da un operatore sanitario, le procedure diagnostiche multiple (invasive), i trattamenti inefficaci e il non ricevere una spiegazione per i sintomi possono aumentare la preoccupazione e i comportamenti di malattia non utili. Anche gli interventi medici non necessari (esami, interventi chirurgici o farmaci) possono causare danni e peggiorare i sintomi.

## Diagnosi
La diagnosi del/i disturbo/i funzionale/i viene solitamente fatta in ambito sanitario, il più delle volte da un medico, che può essere un medico di base o un medico di famiglia, un medico ospedaliero o uno specialista nell'area della medicina psicosomatica o uno psichiatra consulente. Il medico di base o il medico di famiglia svolge in genere un ruolo importante nel coordinare il trattamento con un medico secondario, se necessario.
La diagnosi è essenzialmente clinica: il medico intraprende un'accurata anamnesi medica e mentale e un esame fisico. La diagnosi deve basarsi sulla natura dei sintomi che si presentano ed è una diagnosi "rule in" (includere) piuttosto che "rule out" (escludere): ciò significa che si basa sulla presenza di sintomi e segni positivi che seguono un modello caratteristico. Per arrivare a questo punto è necessario un processo di ragionamento clinico e la valutazione può richiedere diverse visite, possibilmente con lo stesso medico.
In ambito clinico, non esistono esami di laboratorio o di diagnostica per immagini che possano essere utilizzati in modo coerente per diagnosticare la condizione (o le condizioni); tuttavia, come nel caso di tutte le diagnosi, spesso vengono effettuati ulteriori esami diagnostici (come esami del sangue o diagnostica per immagini) per valutare la presenza di una malattia di base. Esistono tuttavia dei criteri diagnostici che possono essere utilizzati per aiutare il medico a valutare se un individuo è probabilmente affetto da una particolare sindrome funzionale. Questi si basano solitamente sulla presenza o sull'assenza di segni e sintomi clinici caratteristici. Possono essere utilizzati anche questionari di autovalutazione.
Non è insolito che un disturbo funzionale coesista con un'altra diagnosi (per esempio, le crisi funzionali possono coesistere con l'epilessia, o la sindrome dell'intestino irritabile con la malattia infiammatoria dell’intestino. Questo è importante da riconoscere, in quanto potrebbero essere indicati approcci terapeutici aggiuntivi affinché il paziente ottenga un adeguato sollievo dai sintomi.
Il processo diagnostico è considerato un passo importante per il successo del trattamento. Quando gli operatori sanitari formulano una diagnosi ed eseguono un trattamento, è importante comunicare in modo aperto e onesto e non cadere nella trappola dei concetti dualistici, ossia del pensiero "o mentale o fisico", o del tentativo di "riattribuire" i sintomi a una causa prevalentemente psicosociale. Spesso è importante riconoscere la necessità di interrompere ulteriori test diagnostici non necessari se è stata stabilita una diagnosi chiara.

## Trattamento
I disturbi funzionali possono essere trattati con successo e sono considerati condizioni reversibili. Le strategie di trattamento dovrebbero integrare prospettive biologiche, psicologiche e sociali. La maggior parte delle persone colpite beneficia di sostegno e incoraggiamento in questo processo, idealmente attraverso un'équipe multidisciplinare esperta nel trattamento dei disturbi funzionali. Anche i familiari o gli amici possono essere utili per sostenere il recupero.
Per quanto riguarda l'autogestione, ci sono molte cose fondamentali che si possono fare per ottimizzare il recupero. Imparare a conoscere e comprendere la condizione è di per sé utile. Molte persone sono in grado di utilizzare i disturbi corporei come un segnale per rallentare e rivalutare il proprio equilibrio tra sforzo e recupero. I disturbi corporei possono essere usati come segnale per iniziare a incorporare misure di riduzione dello stress e di stile di vita equilibrato (routine, attività regolare e rilassamento, dieta, impegno sociale) che possono aiutare a ridurre i sintomi e sono fondamentali per migliorare la qualità della vita. La pratica della mindfulness può essere utile per alcune persone. L'obiettivo del trattamento nel suo complesso è quello di creare innanzitutto le condizioni necessarie per la guarigione, quindi pianificare un programma di riabilitazione per riallenare le connessioni mente-corpo sfruttando la capacità del corpo di cambiare. Si possono insegnare strategie particolari per gestire i sintomi intestinali, il dolore o le crisi. Sebbene il ruolo dei farmaci nel trattamento sia generalmente poco considerato, la terapia farmacologica per ridurre i sintomi potrebbe essere indicata in alcuni casi, ad esempio quando l'umore o il dolore rappresentano un problema significativo che impedisce un impegno adeguato nella riabilitazione. È importante affrontare i fattori di accompagnamento come i disturbi del sonno, il dolore, la depressione e l'ansia e le difficoltà di concentrazione.
La fisioterapia può essere utile per l'esercizio fisico e i programmi di attivazione, o quando la debolezza o il dolore rappresentano un problema. La psicoterapia potrebbe essere utile per esplorare un modello di pensieri, azioni e comportamenti che potrebbero essere alla base di un ciclo negativo, ad esempio affrontando le aspettative di malattia o le preoccupazioni per i sintomi. Anche i familiari o gli amici possono essere utili per sostenere la guarigione. Il corpo di ricerca sui trattamenti basati sull'evidenza nei disturbi funzionali è in crescita. Alcuni trattamenti esistenti basati sull'evidenza includono: la fisioterapia e la terapia cognitivo-comportamentale (CBT) per il disturbo neurologico funzionale; la modifica della dieta o gli agenti mirati all'intestino per la sindrome dell'intestino irritabile.
Per alcuni pazienti, soprattutto per quelli che vivono con un disturbo funzionale da molti anni, un trattamento realistico prevede la gestione dei sintomi e il miglioramento della qualità di vita. L'accettazione dei sintomi e delle limitazioni che ne derivano può essere importante in queste situazioni, e la maggior parte delle persone è in grado di vedere un certo miglioramento della propria condizione. Le relazioni di supporto con l'équipe sanitaria sono fondamentali a questo scopo.

## Controversie e stigma
Nonostante i progressi compiuti nell'ultimo decennio, le persone affette da disturbi funzionali continuano a subire forme sottili e palesi di discriminazione da parte di clinici, ricercatori e pubblico. Lo stigma è un'esperienza comune per gli individui che presentano sintomi funzionali ed è spesso guidato da narrazioni storiche e inesattezze fattuali. Dato che i disturbi funzionali non presentano specifici biomarcatori o reperti di imaging strutturale che sono tipicamente utilizzati nella pratica clinica di routine, ciò comporta la possibilità che i sintomi vengano fraintesi, invalidati o liquidati, causando esperienze negative quando gli individui cercano aiuto.
Le persone con disturbi funzionali descrivono spesso esperienze di dubbio, di biasimo e di essere considerate meno "genuine" rispetto a quelle con altri disturbi. Alcuni clinici ritengono che le persone con disturbi funzionali stiano immaginando i loro sintomi, stiano fingendo o dubitino del livello di controllo volontario che hanno sui loro sintomi. Di conseguenza, le persone con questi disturbi spesso aspettano lunghi periodi di tempo per essere visitate da specialisti e ricevere un trattamento appropriato. Questa situazione sta cambiando e le organizzazioni e i gruppi di difesa dei pazienti sono stati fondamentali per ottenere il riconoscimento delle persone affette da questi disturbi.
Parte di questo stigma è anche guidato dalle teorie sul "dualismo mente-corpo", che spesso emerge come area di importanza per i pazienti, i ricercatori e i clinici nel regno dei disturbi funzionali. La separazione artificiale tra mente/cervello/corpo (ad esempio l'uso di frasi come "fisico contro psicologico" o "organico contro non organico") favorisce l'incomprensione e le idee sbagliate su questi disturbi e serve solo a ostacolare il progresso in ambito scientifico e per i pazienti che cercano un trattamento. La ricerca attuale si sta allontanando dalle teorie dualistiche, riconoscendo l'importanza dell'intera persona, mente e corpo, nella diagnosi e nel trattamento di queste condizioni.

## Ulteriori ricerche (direzioni future)
Le indicazioni per la ricerca riguardano la comprensione dei processi alla base dei disturbi funzionali, l'identificazione di ciò che porta alla persistenza dei sintomi e il miglioramento dei percorsi di cura/trattamento integrati per i pazienti.
La ricerca sui meccanismi biologici alla base dei disturbi funzionali è in corso. È importante capire come lo stress influisca sull'organismo nel corso della vita, ad esempio attraverso i sistemi immunitario, endocrino e nervoso autonomo. Si ritiene sempre più che le sottili disfunzioni di questi sistemi, ad esempio l'infiammazione cronica di basso grado o i modelli di respirazione disfunzionali, siano alla base dei disturbi funzionali e del loro trattamento. Tuttavia, sono necessarie ulteriori ricerche prima che questi meccanismi teorici possano essere utilizzati clinicamente per guidare il trattamento di un singolo paziente.
Per colmare queste lacune, esistono diverse reti di ricercatori che lavorano nell'area dei disturbi funzionali. Si spera che tali reti integrino le conoscenze e le ricerche interdisciplinari, traducendole in servizi e supporti migliori per i disturbi funzionali e, in ultima analisi, migliorando l'assistenza ai pazienti.